# Pietro Corsi
Pietro Corsi (né le 20 juillet 1948 à Trieste) est un historien des sciences italien.

## Éléments biographiques
Il est docteur de l'université d'Oxford en 1981 en ayant soutenu une thèse sur le mathématicien et prélat anglican Baden Powell. En 1983, il publie une étude, Lamarck e le scienze naturali del suo tempo, sur les apports de Jean-Baptiste de Lamarck à l'histoire des sciences (étude reprise dans l'ouvrage publié en français en 2001 par CNRS Éditions sous le titre  : Lamarck, Genèse et enjeux du transformisme, 1770-1830). 
Il enseigne à partir de 1987 à l'université de Cassino. En 1989, il organise à Florence l'exposition La fabrique de la pensée : de l'art de la mémoire aux neuro- sciences. Nommé en 1997 directeur de l'Institut culturel italien de Paris, il poursuit sa carrière hors d'Italie, notamment comme professeur à l'université Panthéon-Sorbonne (1999-2006) puis à l'université d'Oxford (2006-2015) et comme directeur d'études à l'EHESS (2000 à 2018).

## Publications

### Monographies
- (it) Oltre il mito : Lamarck e le scienze naturali del suo tempo, Bologne, Il Mulino, 1983, 433 p. (ISBN 88-15-00271-5).
  - (en) The Age of Lamarck : Evolutionary Theories in France, 1790–1830  (trad. de l'italien par Jonathan Mandelbaum), Berkeley, University of California Press, 1988, 360 p. (ISBN 0-520-05830-5). Édition augmentée.
  - Lamarck : Genèse et Enjeux du transformisme : 1770–1830  (trad. de l'italien par Diane Ménard), Paris, CNRS éditions, 2001, 434 p. (ISBN 2-271-05701-9). Édition augmentée.
- (en) Science and Religion : Baden Powell and the Anglican debate, 1800–1860, Cambridge, Cambridge University Press, 1988, 346 p. (ISBN 0-521-24245-2, lire en ligne).
  - (it) L'evoluzionismo prima di Darwin : Baden Powell e il dibattito anglicano, 1800–1860, Brescia, Morcelliana, 2014, 496 p. (ISBN 978-88-372-2736-4).

### Directions et co-direction
- (it) La fabbrica del pensiero : dall'arte della memoria alle neuroscienze, Milan, Electa, 1989 (EAN 9788843528141). Catalogue d'une exposition organisée par le Museo di storia della scienza de Florence[2],[4].
  - La Fabrique de la pensée : De l'art de la mémoire aux neurosciences, Milan, Electa, 1990. Catalogue abrégé de l'exposition de la Cité des sciences et de l'industrie.
  - (en) The Enchanted Loom : Chapters in the History of Science, Oxford, Oxford University Press, coll. « History of Neuroscience » (no 4), 1991, 508 p. (ISBN 978-0-521-79462-6, lire en ligne). Édition augmentée.
- (it) La cultura delle mémoria  (avec Lina Bolzoni), Bologne, Il Mulino, 1992 (ISBN 88-15-03445-5).
- Sciences et Langues en Europe  (avec Roger Chartier), Paris, EHESS, 1996, 270 p. (ISBN 2-7132-1206-5).

### Éditions de textes
- (it) Igino Cocchi (it) et Giuseppe Meneghini, Fossils and Reputations : A Scientific Correspondence, Pisa, Paris, London, 1853-1857, Pise, Edizioni Plus-Pisa University Press, 2008.

## Récompenses et récompenses
- Médaille Marc-Auguste Pictet 2016 de la Société de physique et d'histoire naturelle de Genève